# Mardié
Mardié is een gemeente in het Franse departement Loiret (regio Centre-Val de Loire). De plaats maakt deel uit van het arrondissement Orléans. Mardié telde op 1 januari 2022 3.083 inwoners.

## Geografie
De oppervlakte van Mardié bedroeg op 1 januari 2022 17,28 vierkante kilometer; de bevolkingsdichtheid was toen 178,4 inwoners per km².

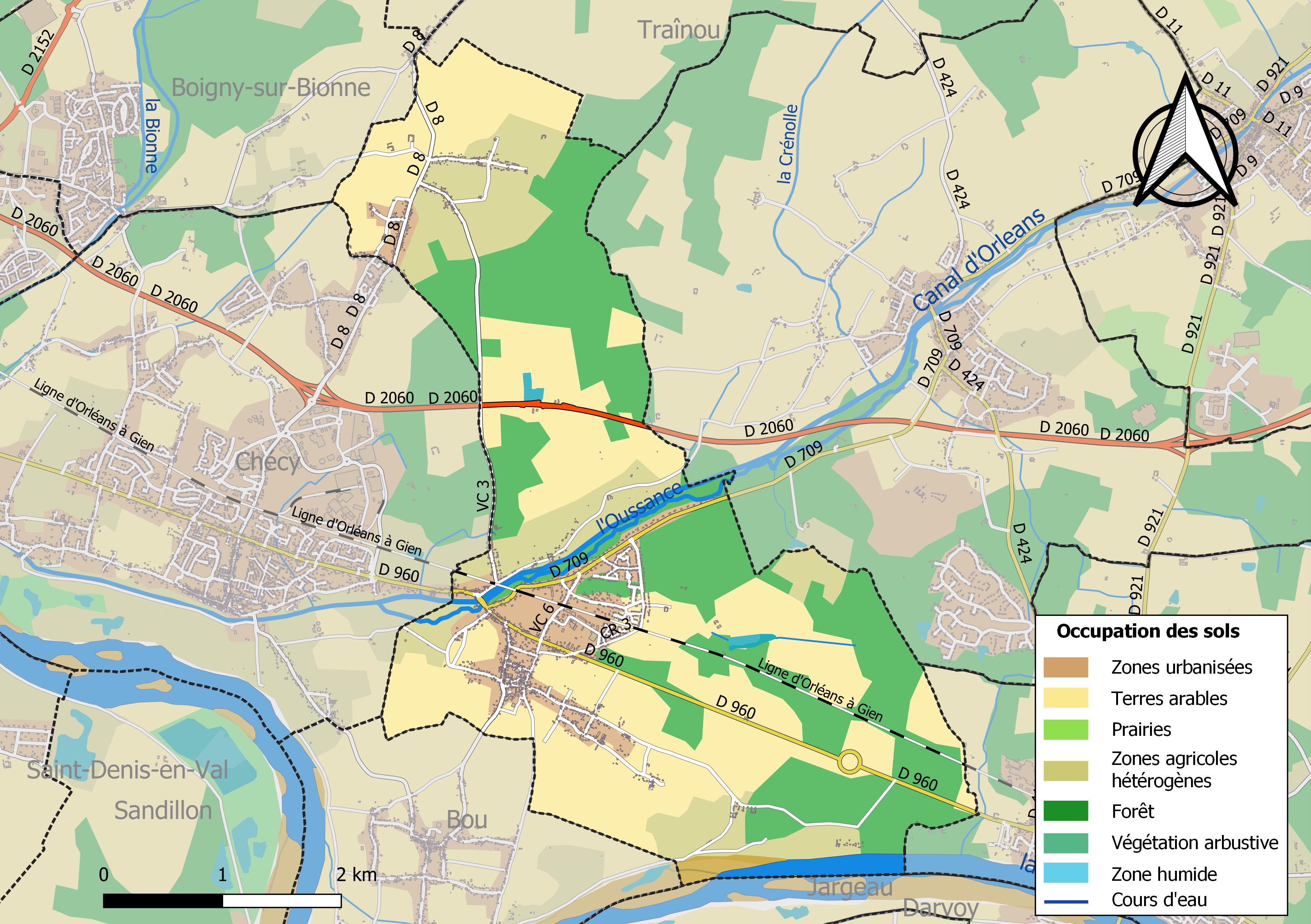
Kaart van de gemeente met de belangrijkste infrastructuur, bodemgebruik en omliggende gemeenten

## Demografie
Onderstaande figuur toont het verloop van het inwonertal (bron: INSEE-tellingen).

## Afbeeldingen

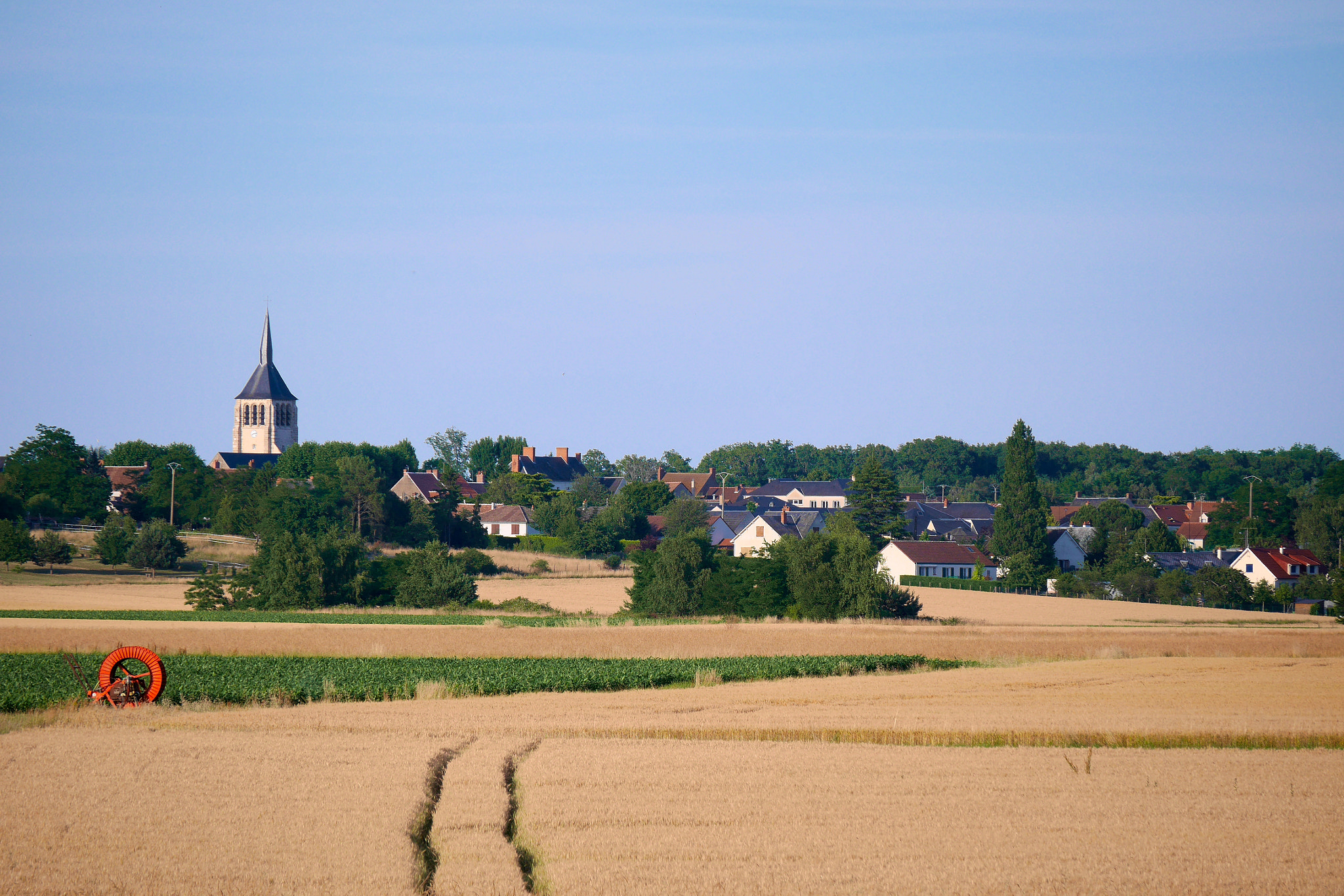
Gezicht op Mardié
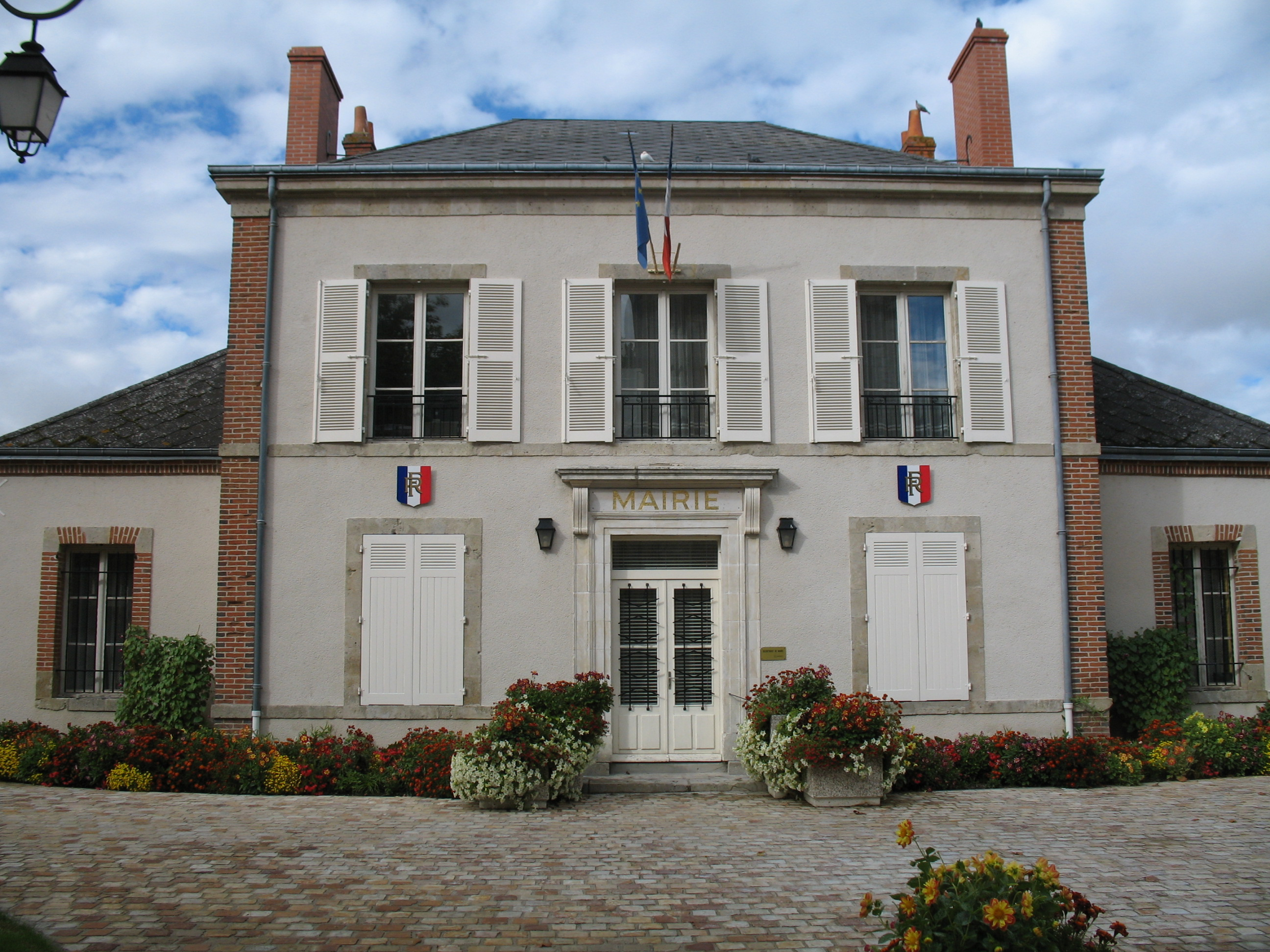
Gemeentehuis
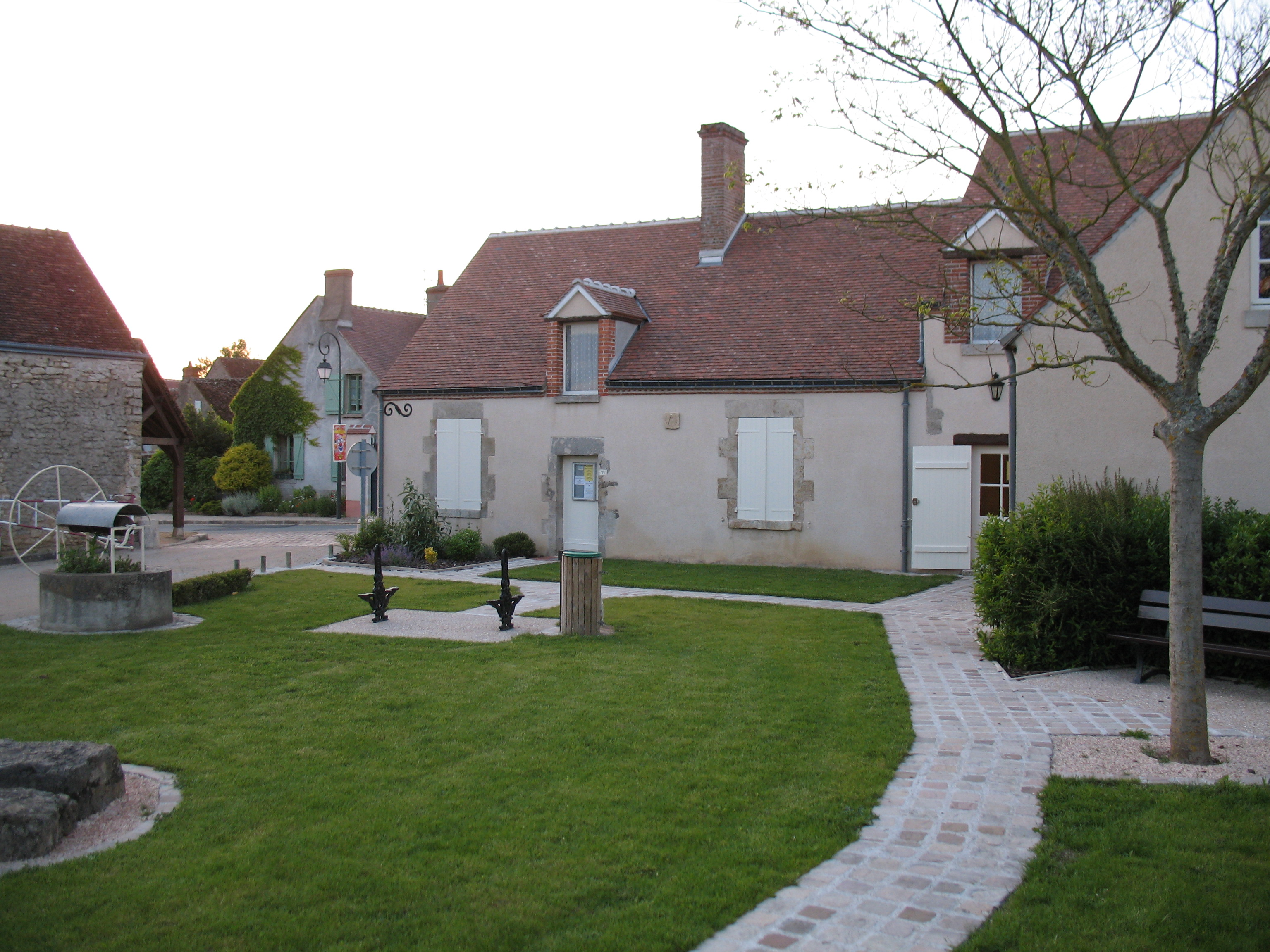
Bibliotheek